# Privesa soluta
Privesa soluta är en insektsart som beskrevs av Melichar 1898. Privesa soluta ingår i släktet Privesa och familjen Ricaniidae. Inga underarter finns listade i Catalogue of Life.